# GOD BLESS THE WORLD
「GOD BLESS THE WORLD」（ゴッド・ブレス・ザ・ワールド）は1999年3月31日にソニー・ミュージックレコーズから発売された知念里奈の8枚目のシングル。

## 解説
初の12cmCDシングル仕様。
タイトル曲「GOD BLESS THE WORLD」は、1995年から1997年にかけ活動した伊秩弘将主宰のボーカル&ダンス・ユニットHIM（エイチ・アイ・エム）のオリジナル楽曲「MIZU-NO-RAKUEN」を改題したカバー曲（オリジナル「MIZU-NO-RAKUEN」は1997年6月21日リリースHIM 2ndアルバムの『HIMIX A2Z』収録）。リリース当時人気を博し多忙を極めた音楽プロデューサー兼コンポーザー、伊秩弘将（HIM名義）、T2ya、葉山拓亮の3名の作品が1枚に収録された唯一のシングル。

## 収録曲
1. GOD BLESS THE WORLD
  - 作詞：HANANO TANAKA　作曲：HIM　編曲：TAKEHIRO KAWABE
  - ポーラデイリーコスメ「セルディ ロイヤルゼリーシャンプー」CFソング。
2. GET IT ON
  - 作詞・作曲・編曲：T2ya
3. EVERYTHING
  - 作詞：白峰美津子　作曲・編曲：葉山拓亮
4. GOD BLESS THE WORLD （Backing Track）

## 収録アルバム

### GOD BLESS THE WORLD
- ベスト『Passage 〜Best Collection〜』（2000年3月23日）
- ベスト『Rina Chinen 20th Anniversary 〜Singles & My Favorites〜』（2017年2月8日）